# Ternana Calcio 1997-1998
Questa voce raccoglie le informazioni riguardanti la Ternana Calcio nelle competizioni ufficiali della stagione 1997-1998.

## Stagione
Nella stagione 1997-1998 la Ternana disputa il girone B del campionato di Serie C1, ottiene 65 punti, che valgono il secondo posto. Vince il torneo il Cosenza con 68 punti che sale direttamente in Serie B, per la seconda promozione si disputano i playoff, nelle semifinali la Ternana supera l'Atletico Catania nel doppio confronto, poi nella finale diretta giocata ad Ancona il 14 giugno 1998, la Ternana supera (1-0) la Nocerina e sale in Serie B. Allenatore delle Fere scelto per questa stagione coronata dalla promozione, è Luigi Delneri, che imposta una squadra molto solida in difesa. I rossoverdi hanno chiuso al secondo posto il girone di andata con 33 punti, a tre lunghezze dal Cosenza, parallelo il percorso nel girone discendente, chiuso con lo stesso distacco, avendo raccolto entrambe 32 punti. Miglior realizzatore di stagione il friulano Massimo Borgobello autore di 11 reti, 1 in Coppa Italia e 10 in campionato. Nella Coppa Italia i rossoverdi vincono il girone I di qualificazione, poi lasciano il trofeo nei sedicesimi di finale, superati nel doppio confronto dal Livorno.

## Rosa
| N. |                   | Ruolo | Calciatore           |
| -- | ----------------- | ----- | -------------------- |
| -  | Italia (bandiera) | A     | Antonio Arcadio      |
| -  | Italia (bandiera) | C     | Luca Beghetto        |
| -  | Italia (bandiera) | C     | Daniele Bellotto     |
| -  | Italia (bandiera) | P     | Christian Bini       |
| -  | Italia (bandiera) | A     | Massimo Borgobello   |
| -  | Italia (bandiera) | D     | Massimo Brambati     |
| -  | Italia (bandiera) | C     | Ezio Brevi           |
| -  | Italia (bandiera) | C     | Andrea Caverzan      |
| -  | Italia (bandiera) | A     | Giovanni Cornacchini |
| -  | Italia (bandiera) | C     | Fabrizio Fabris      |
| -  | Italia (bandiera) | C     | Giuseppe Ferazzoli   |
| -  | Italia (bandiera) | A     | Claudio Gallicchio   |

| N. |                   | Ruolo | Calciatore         |
| -- | ----------------- | ----- | ------------------ |
| -  | Italia (bandiera) | A     | Christian Guatteo  |
| -  | Italia (bandiera) | D     | Mauro Mayer        |
| -  | Italia (bandiera) | D     | Marco Mengucci     |
| -  | Italia (bandiera) | C     | Giacomo Modica     |
| -  | Italia (bandiera) | D     | Riccardo Onorato   |
| -  | Italia (bandiera) | A     | Antonio Rizzolo    |
| -  | Italia (bandiera) | D     | Paolo Scotti       |
| -  | Italia (bandiera) | D     | Cristian Silvestri |
| -  | Italia (bandiera) | D     | Cristian Stellini  |
| -  | Italia (bandiera) | A     | Giovanni Tiberi    |
| -  | Italia (bandiera) | A     | Diego Zanin        |

## Risultati

### Serie C1

#### Girone di andata
| Arbitro: | Cassarà (Palermo) |

|  |           |              |
|  | Marcatori | 70’ Bellotto |

| Arbitro: | Sciamanna (Ascoli Piceno) |

|                    |           |               |
| Bellotto 8’ (rig.) | Marcatori | 15’ Anaclerio |

| Giulianova 14 settembre 1997 3ª giornata | Giulianova    | 0 – 0 | Ternana | Stadio Rubens Fadini\| Arbitro: \| Ciampi (Pisa) \| |
| Arbitro:                                 | Ciampi (Pisa) |       |         |                                                     |

| Arbitro: | Cossero (Udine) |

|              |           |           |
| G. Tiberi 2’ | Marcatori | 56’ Tatti |

| Nocera Inferiore 28 settembre 1997 5ª giornata | Nocerina            | 0 – 0 | Ternana | Stadio San Francesco d'Assisi\| Arbitro: \| Pascariello (Lecce) \| |
| Arbitro:                                       | Pascariello (Lecce) |       |         |                                                                    |

| Arbitro: | Dondarini (Finale Emilia) |

|               |           |  |
| Silvestri 84’ | Marcatori |  |

| Arbitro: | Bertini (Arezzo) |

|  |           |             |
|  | Marcatori | 79’ Rizzolo |

| Gualdo Tadino 19 ottobre 1997 8ª giornata | Gualdo              | 0 – 0 | Ternana | Stadio Carlo Angelo Luzi\| Arbitro: \| Castellani (Verona) \| |
| Arbitro:                                  | Castellani (Verona) |       |         |                                                               |

| Arbitro: | Cuttica (Alessandria) |

|                              |           |  |
| Bellotto 5’ (rig.) Brevi 39’ | Marcatori |  |

| Arbitro: | Ferrarini (Parma) |

|             |           |                             |
| Miccoli 74’ | Marcatori | 36’ Borgobello 47’ Bellotto |

| Arbitro: | Fausti (Milano) |

|                          |           |  |
| Brevi 16’ Borgobello 62’ | Marcatori |  |

| Arbitro: | Borelli (Roma) |

|                                   |           |                |
| Di Nicola 9’ (rig.) Di Matteo 84’ | Marcatori | 13’, 22’ Brevi |

| Arbitro: | Baglioni (Prato) |

|                     |           |  |
| Bellotto 69’ (rig.) | Marcatori |  |

| Castellammare di Stabia 14 dicembre 1997 14ª giornata | Juve Stabia                  | 0 – 0 | Ternana | Stadio Romeo Menti\| Arbitro: \| Zaltron (Bassano del Grappa) \| |
| Arbitro:                                              | Zaltron (Bassano del Grappa) |       |         |                                                                  |

| Terni 21 dicembre 1997 15ª giornata | Ternana               | 0 – 0 | Atletico Catania | Stadio Libero Liberati\| Arbitro: \| Linfatici (Viareggio) \| |
| Arbitro:                            | Linfatici (Viareggio) |       |                  |                                                               |

| Arbitro: | Guiducci (Arezzo) |

|             |           |           |
| D'Antimi 4’ | Marcatori | 30’ Brevi |

| Arbitro: | N. Ayroldi (Molfetta) |

|               |           |                               |
| Pellegrino 2’ | Marcatori | 54’ (rig.) Bellotto 93’ Mayer |

#### Girone di ritorno
| Arbitro: | Bertini (Arezzo) |

|                    |           |            |
| Rizzolo 88’ (rig.) | Marcatori | 60’ Pelosi |

| Arbitro: | Pirrone (Messina) |

|  |           |                            |
|  | Marcatori | 33’ Borgobello 69’ Arcadio |

| Arbitro: | Biasutto (Vicenza) |

|                            |           |               |
| Onorato 48’ Borgobello 53’ | Marcatori | 23’ Calvaresi |

| Cosenza 8 febbraio 1998 21ª giornata | Cosenza             | 0 – 0 | Ternana | Stadio San Vito\| Arbitro: \| Castellani (Verona) \| |
| Arbitro:                             | Castellani (Verona) |       |         |                                                      |

| Terni 15 febbraio 1998 22ª giornata | Ternana             | 0 – 0 | Nocerina | Stadio Libero Liberati\| Arbitro: \| Pascariello (Lecce) \| |
| Arbitro:                            | Pascariello (Lecce) |       |          |                                                             |

| Acireale 22 febbraio 1998 23ª giornata | Acireale        | 0 – 0 | Ternana | Stadio Tupparello\| Arbitro: \| Fausti (Milano) \| |
| Arbitro:                               | Fausti (Milano) |       |         |                                                    |

| Arbitro: | Guiducci (Arezzo) |

|                                |           |  |
| Cornacchini 34’ Borgobello 79’ | Marcatori |  |

| Terni 8 marzo 1998 25ª giornata | Ternana        | 0 – 0 | Gualdo | Stadio Libero Liberati\| Arbitro: \| Borelli (Roma) \| |
| Arbitro:                        | Borelli (Roma) |       |        |                                                        |

| Arbitro: | N. Ayroldi (Molfetta) |

|           |           |                 |
| Fonte 33’ | Marcatori | 56’ Cornacchini |

| Arbitro: | Dondarini (Finale Emilia) |

|                           |           |  |
| Borgobello 43’ Modica 94’ | Marcatori |  |

| Arbitro: | Gabriele (Frosinone) |

|                    |           |                |
| Barbera 44’ (rig.) | Marcatori | 5’ Cornacchini |

| Arbitro: | Ferlito (Prato) |

|                                  |           |           |
| Borgobello 45+1’ Fabris 62’, 71’ | Marcatori | 84’ Aruta |

| Avellino 19 aprile 1998 30ª giornata | Turris            | 0 – 0 | Ternana | Stadio Partenio\| Arbitro: \| Urbano (Carbonia) \| |
| Arbitro:                             | Urbano (Carbonia) |       |         |                                                    |

| Arbitro: | Zaltron (Bassano del Grappa) |

|                |           |  |
| Borgobello 36’ | Marcatori |  |

| Arbitro: | Cossero (Udine) |

|                                       |           |              |
| Caramel 19’ Bombardini 59’ Gulino 91’ | Marcatori | 5’ Silvestri |

| Arbitro: | Linfatici (Viareggio) |

|            |           |  |
| Modica 91’ | Marcatori |  |

| Arbitro: | Sofritti (Ferrara) |

|  |           |                                       |
|  | Marcatori | 3’, 15’, 60’ Borgobello 86’ Ferazzoli |

### Playoff
| Catania 31 maggio 1998 Semifinale - Andata | Atletico Catania | 0 – 0 | Ternana | Stadio Cibali\| Arbitro: \| Borelli (Roma) \| |
| Arbitro:                                   | Borelli (Roma)   |       |         |                                               |

| Arbitro: | Soffritti (Ferrara) |

|                |           |  |
| Borgobello 56’ | Marcatori |  |

| Arbitro: | Castellani (Verona) |

|              |           |  |
| Arcadio 102’ | Marcatori |  |

## Coppa Italia

### Girone I
| Arbitro: | Tullio (Avezzano) |

|              |           |  |
| Lucchini 16’ | Marcatori |  |

| Arbitro: | Cicoianni (Ascoli Piceno) |

|              |           |  |
| Bellotto 49’ | Marcatori |  |

| Arbitro: | Verrucci (Fermo) |

|                |           |  |
| Zanin 52’, 86’ | Marcatori |  |

| Arbitro: | Gabriele (Frosinone) |

|  |           |           |
|  | Marcatori | 37’ Zanin |

| 24 settembre 1997 5ª giornata |  | – Turno di riposo Ternana |  |  |

### Sedicesimi di finale
| Arbitro: | Cecotti (Udine) |

|                                      |           |  |
| Nardini 3’ Di Pietro 35’ Cordone 90’ | Marcatori |  |

| Arbitro: | Esposito (Trapani) |

|                |           |              |
| Borgobello 24’ | Marcatori | 18’ Ferretti |